# SBSPON
SBSPON (англ. Somatomedin B and thrombospondin type 1 domain containing) – білок, який кодується однойменним геном, розташованим у людей на 8-й хромосомі. Довжина поліпептидного ланцюга білка становить 264 амінокислот, а молекулярна маса — 29 610.
| 10         |  | 20         |  | 30         |  | 40         |  | 50         |
| ---------- |  | ---------- |  | ---------- |  | ---------- |  | ---------- |
| MRTLWMALCA |  | LSRLWPGAQA |  | GCAEAGRCCP |  | GRDPACFARG |  | WRLDRVYGTC |
| FCDQACRFTG |  | DCCFDYDRAC |  | PARPCFVGEW |  | SPWSGCADQC |  | KPTTRVRRRS |
| VQQEPQNGGA |  | PCPPLEERAG |  | CLEYSTPQGQ |  | DCGHTYVPAF |  | ITTSAFNKER |
| TRQATSPHWS |  | THTEDAGYCM |  | EFKTESLTPH |  | CALENWPLTR |  | WMQYLREGYT |
| VCVDCQPPAM |  | NSVSLRCSGD |  | GLDSDGNQTL |  | HWQAIGNPRC |  | QGTWKKVRRV |
| DQCSCPAVHS |  | FIFI       |  |            |  |            |  |            |

A: Аланін

C: Цистеїн

D: Аспарагінова кислота

E: Глутамінова кислота

F: Фенілаланін

G: Гліцин

H: Гістидин

I: Ізолейцин

K: Лізин

L: Лейцин

M: Метіонін

N: Аспарагін

P: Пролін

Q: Глутамін

R: Аргінін

S: Серин

T: Треонін

V: Валін

W: Триптофан

Локалізований у позаклітинному матриксі.
Також секретований назовні.